# FS Jelgava
FS Jelgava (łot. Futbola skola Jelgava) – łotewski klub piłkarski, mający siedzibę w mieście Jełgawa, w środku kraju, grający od 2023 w rozgrywkach Virslīgi.

## Historia
Chronologia nazw:
- 2017: Albatroz SC  (łot. Albatroz Sporta klubs)
- 2018: FS Jelgava (łot. Futbola skola Jelgava)
- 2021: Albatroz SC/FS Jelgava – po fuzji obu klubów
- 2022: FS Jelgava (łot. Futbola skola Jelgava)

Klub piłkarski Albatroz SC został założony w Rydze 4 kwietnia 2017 roku. 
W 2018 roku FK Jelgava założył szkolę piłkarską o nazwie FS Jelgava, w której szkolono młodzież.
W 2020 roku klub Albatroz SC, który od 2017 występował na trzecim poziomie, zdobył mistrzostwo 2. līgi (D3). W 2021 roku FK Jelgava starał się o wydanie licencji na grę w najwyższej lidze, jednak ze względu na niespełnienie wymogów sportowych i infrastrukturalnych licencja nie została wydana. Ostatecznie drużyny tego klubu zostały rozwiązane. W związku z zagrożeniem pandemią COVID-19 rozgrywki 1. ligi zostały przełożone na lato, dzięki czemu Albatroz SC zdążył już wówczas zdobyć licencję do 1. ligi. W 2021 roku udało im się zaprosić część byłych zawodników FK/FS Jelgava. Dorosła drużyna klubu startowała w rozgrywkach 1. līgi, natomiast młodzież w różnym wieku wzięła udział w Młodzieżowych mistrzostwach Łotwy. W 2022 roku klub i szkoła piłkarska utworzyły wspólny zespół, który uzyskał licencję na 1. ligę i oficjalnie otrzymał nazwę FS Jelgava. W sezonie 2022 zespół zajął pierwsze miejsce w pierwszej lidze i wywalczył historyczny awans do Virslīgi. W 2023 roku klub po trzyletniej przerwie zadebiutował na najwyższym poziomie piłkarskich mistrzostw Łotwy.

## Barwy klubowe, strój, herb, hymn
|  |  |

Klub ma barwy czarno-białe. Zawodnicy domowe spotkania zazwyczaj grają w czerwonych koszulkach, niebieskich spodenkach oraz czerwonych getrach.

## Sukcesy

### Trofea międzynarodowe
Nie uczestniczył w rozgrywkach europejskich (stan na 31-05-2023).

### Trofea krajowe
| \| \| Zdobyte trofea w rozgrywkach Łotwy (stan na: 31-05-2023) \| |                                                          |      |          |
| Rozgrywki                                                         | Osiągnięcie                                              | Razy | Sezon(y) |
| Mistrzostwo                                                       | I miejsce                                                | 0    |          |
| Mistrzostwo                                                       | II miejsce                                               | 0    |          |
| Mistrzostwo                                                       | III miejsce                                              | 0    |          |
| Mistrzostwo                                                       | ?.miejsce                                                | 1    | 2023     |
| · Puchar                                                          | zdobywca                                                 | 0    |          |
| · Puchar                                                          | finalista                                                | 0    |          |
| · Puchar                                                          | półfinalista                                             | 1    | 2022     |
| II liga                                                           | I miejsce                                                | 1    | 2022     |
| II liga                                                           | II miejsce                                               | 0    |          |
| II liga                                                           | III miejsce                                              | 0    |          |
| Łotwa                                                             | Zdobyte trofea w rozgrywkach Łotwy (stan na: 31-05-2023) |      |          |

- 2. līga (D3):
  - mistrz (1x): 2020

## Poszczególne sezony

### Rozgrywki międzynarodowe

#### Europejskie puchary
Nie uczestniczył w rozgrywkach europejskich.

### Rozgrywki krajowe
| \| Łotwa \| Bilans występów klubu w rozgrywkach piłkarskich Łotwy (Stan na 31 maja 2023 r.) \| \| |                                                                                 |        |       |   |   |   |    |    |     |           |        |        |      |
| Poziom                                                                                            | Rozgrywki                                                                       | Sezony | Mecze | Z | R | P | B+ | B– | Pkt | Lata      | Awanse | Spadki | Naj. |
| I                                                                                                 | Virslīga                                                                        | 1      |       |   |   |   |    |    |     | od 2023   | 0      | 0      | ?    |
| II                                                                                                | 1. līga                                                                         | 2      |       |   |   |   |    |    |     | 2021–2022 | 1      | 0      | 1    |
| III                                                                                               | 2. līga                                                                         | 4      |       |   |   |   |    |    |     | 2017–2020 | 1      | 0      | 1    |
|                                                                                                   | Puchar Łotwy                                                                    | 6      |       |   |   |   |    |    |     | od 2018   | 0      | 0      | 1/2  |
| Łotwa                                                                                             | Bilans występów klubu w rozgrywkach piłkarskich Łotwy (Stan na 31 maja 2023 r.) |        |       |   |   |   |    |    |     |           |        |        |      |

## Piłkarze, trenerzy, prezydenci i właściciele klubu

### Piłkarze

#### Aktualny skład zespołu
Stan na1 sierpnia 2023
| Nr | Poz. | Piłkarz                |
| -- | ---- | ---------------------- |
| 2  | OB   | Bruno Agnis Čākurs     |
| 4  | OB   | Valērijs Redjko        |
| 6  | OB   | Dāvis Vējkrīgers       |
| 7  | NA   | Vladislavs Žihs        |
| 8  | PO   | Mārcis Peilāns         |
| 9  | PO   | Agris Glaudāns         |
| 11 | NA   | Dāvis Mārcis Valmiers  |
| 12 | OB   | Kristers Gabriels Bite |
| 14 | OB   | Roberts Čevers         |
| 15 | PO   | Andrejs Kiriļins       |
| 16 | OB   | Daniels Grauds         |
| 17 | PO   | Kristaps Pantelejevs   |
| 18 | PO   | Ralfs Maslovs          |
| 19 | NA   | Viktor Osuagvu         |

| Nr | Poz. | Piłkarz                  |
| -- | ---- | ------------------------ |
| 20 | PO   | Ralfs Šitjakovs          |
| 21 | OB   | Rūdolfs Zeņģis           |
| 23 | BR   | Raivo Stūriņš            |
| 24 | PO   | Kevins Cēsnieks          |
| 27 | NA   | Jan Armel Mbasi Zambgala |
| 28 | PO   | Andris Deklavs           |
| 31 | OB   | Valters Purs             |
| 33 | OB   | Jehor Smirnow            |
| 38 | PO   | Ādams Dreimanis          |
| 39 | PO   | Rodrigo Ivans            |
| 70 | PO   | Danila Patijčuks         |
| 71 | NA   | Oskars Rubenis           |
| 92 | BR   | Edgars Andrejevs         |
| 99 | NA   | Rihards Bečers           |

### Trenerzy
...
- 2020–26.05.2023:  Ervīns Pērkons
- od 26.05.2023:  Jozef Skrlik

## Struktura klubu

### Stadion
Klub piłkarski rozgrywa swoje mecze domowe na stadionie Zemgales Olimpiskais centrs w Jełgawie, który może pomieścić 1.560 widzów.

## Kibice i rywalizacja z innymi klubami

### Derby
- FK Metta
- FK RFS
- Riga FC